# Cassagnes (Lot)
 Cassagnes  (en occitano Cassanhas) es una población y comuna francesa, situada en la región de Mediodía-Pirineos, departamento de Lot, en el distrito de Cahors y cantón de Puy-l'Évêque.

## Demografía
| 201 | 234 | 260 | 195 | 212 | 192 |
| Para los censos de 1962 a 1999 la población legal corresponde a la población sin duplicidades (Fuente: INSEE [Consultar]) |     |     |     |     |     |